# Xã Omaha, Quận Gallatin, Illinois
Xã Omaha (tiếng Anh: Omaha Township) là một xã thuộc quận Gallatin, tiểu bang Illinois, Hoa Kỳ. Năm 2010, dân số của xã này là 499 người.